# شچبرا
شچبرا (به لهستانی:  Szczebra) یک روستا در لهستان است که در گمینا نووینکا واقع شده‌است. شچبرا ۲۸۰ نفر جمعیت دارد.